# Editora Ardis
A Ardis Publishing (até 2002, Ardis Publishers) foi fundada em 1971, como uma editora dedicada à literatura russa em inglês e russo. A Ardis foi fundada em Ann Arbor, Michigan, pelo casal de acadêmicos Carl R. Proffer e Ellendea C. Proffer .  Os Proffers tinham dois objetivos para Ardis: um era publicar em russo a "biblioteca perdida" da literatura russa do século XX que havia sido censurada e removida das bibliotecas soviéticas (Mandelstam, Tsvetaeva, Nabokov, entre outros); o outro era levar traduções de escritores contemporâneos que trabalhavam na União Soviética para o Ocidente.  Ardis publicou cerca de 400 títulos, sendo aproximadamente metade em inglês e metade em russo.
Ardis tornou-se famosa na União Soviética e posteriormente na Rússia, por ter publicado em russo muitas obras que não puderam ser publicadas oficialmente até o surgimento da Glasnost . Autores como Nabokov, Sokolov, Brodsky, Bitov, Iskander, Aksyonov e muitos outros publicaram em russo com a Ardis, e os livros foram contrabandeados de volta para a União Soviética . Além de publicar novas traduções dos clássicos, bem como guias acadêmicos, eles publicaram a Revista Grossa Russian Literature Triquarterly, seguindo uma tradição literária russa, e a maioria dos principais livros de poesia de Brodsky, Carl Proffer facilitou a vinda de Brodsky para os Estados Unidos, garantindo-lhe um emprego na Universidade de Michigan . 
Ardis publicou em inglês, entre outros, as cartas completas de Dostoiévski, as principais coleções de prosa de Platonov, Remizov, Mandelstam e Tsvetaeva, e a única tradução anotada de O Mestre e Margarita, de Bulgakov, bem como histórias da literatura do século XVIII e a antologia mais abrangente da literatura russa romântica. Traduções das principais peças de Bulgakov também foram publicadas pelos Proffers, pela Indiana University Press (os direitos foram revertidos para Ellendea Proffer). A gama de títulos era muito ampla, abrangendo desde a tradução feita por Nabokov de Um Herói do Nosso Tempo, de Lermontov, até as memórias dos campos de concentração de Razgon.
Professor da Universidade de Michigan, Carl R. Proffer morreu em 1984 de câncer de cólon aos 46 anos. Sua esposa Ellendea continuou publicando e recebeu uma bolsa MacArthur em 1989.
O nome Ardis vem do romance Ada ou Ardor: Uma Crônica Familiar de Vladimir Nabokov. Nabokov, que se correspondia com os Proffer, fez com a Playboy entregasse o volume para eles quando estavam em Moscou, com pouco acesso a livros em inglês. Os Proffer queriam memorializar a mansão Ardis, do romance, que fica em um Estados Unidos com história alternativa, onde se fala russo, inglês e francês. 
A maioria ds títulos em inglês da Ardis foram vendidos para a The Overlook Press em 2002,  que começou a reimprimir títulos selecionados do catálogo anterior da Ardis. Ardis Publishing é uma marca de propriedade da editora independente americana Overlook Press . A Ardis at Overlook é especializada em traduções para o inglês de literatura russa e, até agora, reimprimiu 26 dos títulos originais da Ardis.
O arquivo dos editores originais da Ardis está agora alojado na Biblioteca de Coleções Especiais da Universidade de Michigan. 